# Fidelidad matrimonial
La fidelidad o también llamada fidelidad conyugal es un concepto formado por otros dos: de fidelidad y de matrimonio, cónyuge o conyugal.  Los moralistas definen la «fidelidad» como «la virtud moral que inclina a la voluntad a cumplir, con rectitud de intención, sinceridad y exactitud, las promesas hechas».  El que adquiere libremente una serie de compromisos con los hombres —o con Dios—  se impone el deber de cumplir las obligaciones que, también libremente, asumió, de tal manera que la lealtad, fundamento humano de la fidelidad  indica cuándo la persona puede usar de esa libertad y cuándo no si su uso es moralmente ilícito porque se oponga al compromiso adquirido. Es decir, la fidelidad es la expresión de la necesaria limitación vital de la libertad y de su buen ejercicio. Por ello, no es lícito argüir el uso de la libertad para practicar la infidelidad en general y, más concretamente, la «infidelidad matrimonial» o «infidelidad conyugal».[cita requerida]

## Sociología
La fidelidad, considerada únicamente bajo el aspecto humano, ocupa un primer lugar en la convivencia social ya que, junto con la justicia y el amor, es uno de los fundamentos de la vida social ya que sin ella no hay posibilidad de establecer un orden social, la sociedad se desharía en un estado de desconfianza mutua, las relaciones humanas perderían su asidero ya que donde domina la desconfianza se hace imposible la convivencia. El amor es condición necesaria para la fidelidad, pero no es condición suficiente; es importante el respeto y el autocontrol.
En cuanto a la segunda palabra: cónyuge, se denomina en derecho a cualquiera de las personas físicas que forman parte de un matrimonio. El término «cónyuge» es de «género común»,  es decir, se puede usar para referirse a un hombre («el marido» o «el cónyuge») o a una mujer («la mujer» o «la cónyuge»). Cuando el sexo es desconocido normalmente se dice «el cónyuge» aunque también se puede decir «el o la cónyuge». Según la RAE, cónyuge es: persona unida a otra en matrimonio.

## Derechos y deberes entre los cónyuges
Según las diferentes legislaciones, los cónyuges se deben entre sí diferentes derechos y obligaciones, como la obligación de fidelidad, es decir, corresponder a cumplir a aquello que prometió. Habitualmente también es exigible el derecho de alimentos. Cabe señalar que la ley establece en el código civil que el cónyuge tiene funciones dentro de un rol social mediante los deberes que la constitución le otorga.

## La fidelidad conyugal según la Iglesia católica
En la Iglesia católica, su tradición jurídica ha visto y  comprendido que el «acto conyugal» no solo es un signo, sino también constituye un «deber recíproco» de los esposos. Este acto es constitutivo de la relación que recibe el mismo nombre, relación conyugal, ya que, de alguna manera, el vínculo jurídico llamado matrimonio es causado por el «consentimiento matrimonial».
Según Santo Tomás de Aquino:  «corresponde a la fidelidad del hombre cumplir a aquello que prometió».
La fidelidad conyugal expresa la constancia en el mantenimiento de la palabra dada. Ya que Dios es infinita y totalmente fiel, el sacramento del matrimonio, el matrimonio en sí, es una «íntima comunidad de la vida y del amor conyugal, creada por Dios y regida por sus leyes, que se establece sobre la alianza de los cónyuges, es decir, sobre su consentimiento irrevocable»,. Ambos cónyuges se dan total y definitivamente el uno al otro y ya no son dos sino una sola carne. La alianza que libremente contrajeron los esposos les impone la obligación de mantenerla una e indisoluble. Según lo citado en los  Evangelios, «Lo que Dios unió, no lo separe el hombre».,
La fidelidad expresa la constancia de la palabra dada en el matrimonio. Dios es fiel y, por tanto, el sacramento del  matrimonio hace participar al hombre y a la mujer en el misterio de la fidelidad de  Cristo para con la  Iglesia.  San Juan Crisóstomo sugería hacer a los esposos jóvenes este razonamiento a sus esposas:

Te he tomado en mis brazos, te amo y te prefiero a mi vida. Porque la vida presente no es nada, mi deseo más ardiente es pasarla contigo de tal manera que estemos seguros de no estar separados en la vida que nos espera... y nada será más penoso que no tener los mismos pensamientos que tu tienes.

Faltar a la fidelidad matrimonial se considera un pecado mortal, de un modo especial hacerlo con alevosía; debido a que el sexto Mandamiento de la Ley de Dios lo prohíbe expresamente No cometerás adulterio.